# Eurhabdus jamaicensis
Eurhabdus jamaicensis är en tvåvingeart som beskrevs av Ellen R. Farr 1973. Eurhabdus jamaicensis ingår i släktet Eurhabdus och familjen rovflugor.
Artens utbredningsområde är Jamaica. Inga underarter finns listade i Catalogue of Life.